# Abbazia di Gorze
L'abbazia di Gorze è un'abbazia benedettina fondata verso il  747 nel villaggio di Gorze, nei pressi di Metz, in Francia.
A partire dal 933 da essa partì un movimento riformatore della regola benedettina che si diffuse in tutto il Sacro Romano Impero.

## Fondazione
Essa fu fondata nel territorio di Gorze da san Crodegango, vescovo di Metz. Allora Roma sosteneva la fondazione di monasteri nel regno dei Franchi e papa Paolo I gli conferì le reliquie di san Gorgonio, che vennero deposte nell'abbazia.

## Storia

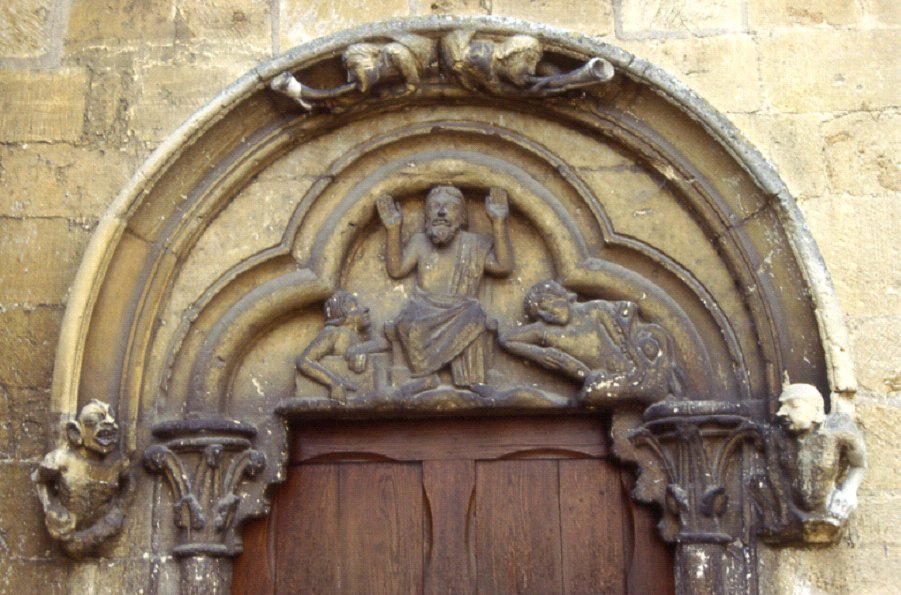
Il Giudizio Universale, lunetta del portale dell'abbaziale.

Il primo abate di Gorze fu Droctegando o  Rodigando che la guidò fino al 769. Si succedettero vari abati e l'abbazia s'ingrandì. Nel 910 fu abate il vescovo di Metz, Roberto, che promosse la nomina ad abate di Vigerico, suo futuro successore come vescovo di Metz dal 917 al 927. Questi, imparentato con il re dei Franchi Rodolfo, si oppose alla sovranità su Metz da parte di  Enrico I di Sassonia e la città dovette subire un assedio durato tre anni al termine del quale Vigerico capitolò. Nel 923 Adelberto, già capo delle milizie di Metz, ricevette l'abbazia da Enrico I di Sassonia come ricompensa per la sua lotta contro Vigerico. Egli tuttavia la lasciò deperire, spogliandola lui stesso.
Gli successe Einoldo, amico di Jean de Vandières e del riformatore  Adalberone I, vescovo di Metz. Egli rimise in sesto l'abbazia, ispirandovi un grande fervore religioso, e vi ricevette illustri esponenti della fede e anche futuri santi quali san Guiberto, san Maccalano e san Cadroe. Egli ottenne da Adalberone I di Metz una bella "carta di restituzione" nel 963, due privilegi del re Ottone I, nel 936 e nel 943, ed una bolla pontificia di approvazione da parte di papa Leone VII nel 938. Egli prese parte al concilio di Ingelheim nel 948, su richiesta di papa Agapito II inviò alcuni monaci a Roma ed intercedette nel 953 per la città di Metz, assediata da Corrado il Rosso.
Il suo successore, Jean de Vandières, amico di Einoldo e di san Cadroe, fu molto influente in tutto il paese. Egli ottenne da Bosone, conte di Champagne, la restituzione del Vanou. Fu inviato da Ottone I in ambasciata presso Abd al-Rahman III, califfo di Cordova in Spagna, rimanendovi prigioniero dal 953 al 956. Egli ricevette in abbazia, verso il 969, san Forannan di Walcourt, abate di Walcourt.
Enrico, detto le bon abbé, cioè "il buon abate", che diresse Gorze dal 1055 al 1093), fece erigere ben sette chiese nel territorio soggetto all'abbazia fra cui quella Saint-Nicolas-de-Port, e riconciliò lo scismatico Walon con il vescovo di Metz nel 1088.
Teodvino (o Théotin), abate dal 1118 al 1132, venne nominato cardinale da papa Innocenzo II nel 1134.

### La Riforma benedettina

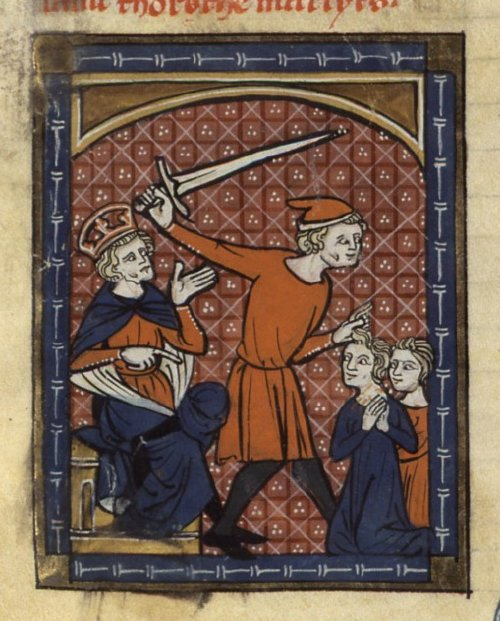
Martirio di san Gorgone e di san Doroteo (cf. Jacopo da Varazze, La Legenda Aurea, Vite di santi)

All'avvicinarsi della fine del primo millennio dell'era volgare il fervore religioso aumentava ed i pellegrinaggi e le vocazioni eremitiche o monastiche si moltiplicavano. Jean de Vandières (Giovanni di Gorze), un ricco proprietario terriero, di ritorno da un pellegrinaggio a Roma, venne convinto dall'arcidiacono Einoldo di Toul a consacrarsi alla vita monastica. Egli entrò nell'abbazia di Gorze nel 933 e nel 960 ne divenne abate. Egli ispirò, con Einoldo, una regola benedettina assai severa. Il suo modo di operare piacque e venne adottato da altre abbazie. Si creò così un movimento riformatore monastico che si sviluppo nell'intero territorio del Sacro Romano Impero.
Da un punto di vista dell'organizzazione l'abbazia di Gorze non sviluppò una struttura analoga all'Ecclesia Cluniacensis. Mentre Cluny era diretta dall'alto da un arci-abate, Gorze fu il primo monastero di una serie di monasteri a pari livello, legati semplicemente in modo fraterno dalla preghiera comune e dall'amicizia. Nessuno aveva il diritto, in tale schema, di palesare un controllo giuridico su chiunque altro. D'altra parte, se l'indipendenza delle abbazie rispetto ai poteri laici od ecclesiastici era il principale motivo di battaglia per i monaci a quell'epoca in Francia (Cluny dipendeva direttamente da Roma), era tutto altro nel Sacro Romano Impero, ove stava Gorze, e dove i monasteri restavano proprietà dei laici che li avevano fondati, sotto la giurisdizione dei vescovi.
Monaci ed abati di Gorze diffusero la riforma in altri monasteri: fra gli altri Immone, abate di Gorze dal 984 al 1008, contribuì alla riforma delle abbazie di Prüm e di Reichenau. Così un altro famoso abate di Gorze, Guglielmo da Volpiano,  abate dal 1008 al 1031, fu celebre riformatore, formatosi alla scuola di san Maiolo di Cluny,  governò più di 40 monasteri.
Gorze partecipò anche al "rinascimento ottoniano".

## Fine del Medioevo e Rinascimento
Alla fine del XIV secolo la disciplina monastica si rilassò.
Gorze divenne in seguito "abbazia regale", e posta sotto la protezione del re di Francia. Essa venne incendiata dai Borgognoni nel 1479 e saccheggiata da questi ultimi nel 1483. Durante le guerre di religione, dopo aver accolto Guillaume Farel, celebre pastore protestante e riformatore di Metz, il territorio di Gorze fu assalito dalle truppe di Carlo di Lorena, duca di Guisa.
Nel 1572 il papa Gregorio XIII secolarizzò l'abbazia, che andò successivamente distrutta nel 1609. Rimase in piedi  la chiesa dei Santi Pietro e Paolo, risalente al primo quarto del secolo XIII.

## Elenco degli abati
Elenco dei 67 abati di Gorze, dal 749 al 1801,(le date assegnate a ciascun abate non indicano sempre la durata completa del mandato ma solamente quelle dei loro atti così come appaiono dai documenti)
- Droctegando o  Rodigando (749–769)
- Teomaro (769–776)
- Optario (786–796)
- Magulfo (802–815)
- Halduino (822–835)
- Drogone (848–855)
- Bivin o Buin (855–863)
- Bettone (863–868)
- Bovone (876–882)
- Lodovino I (884)
- Hérigaud (885–888)
- Lodovino II[3](890–895)
- Rodolfo (899)
- Roberto di Metz (910) (anche vescovo di Metz)
- Vigerico I (912-923) (vescovo di Metz)
- Adelberto (923-933)
- Einoldo (933-968)
- Jean de Vandières (968 - 976)
- Odolberto (976-984)
- Immone (984-1008)
- Guglielmo da Volpiano (1008 - 1031)
- Sigfrido (1031-1055)
- Enrico (1055-1093) (detto le bon abbé, cioè "il buon abate")
- Warner (1093-1109)
- Teodvino (o Théotin), cardinale (1118-1132)
- Vigérico II (1136-1143)
- Isimbaudo (1147-1159)
- Alberto (1160-1171)
- Pietro I (1171-1202)
- Ratramme ( ?)
- Goffredo ( ?)
- Walter (1210-1212)
- Oliviero (1219-1230)
- Brunaud (1230-1240)
- Simone (1240-1270)

- Giovanni II de Briey (1270-1296)
- Pietro II di Boiffremont (1297-1300)
- Vautier Dyveux (1304-1310)
- Adamo (1311-1320)
- Teodobaldo Ier (1323-1339)
- Giovanni III Dalphin (1348)
- Nicola I di Prény (1352)
- Ugo di Fenetrange (1359-1375)
- Nicola II della Petite Pierre (1375-1380)
- Giovanni IV di Heis (o di Heu) (1380-1387)
- Théton o Léton (1387)
- Ferry de Lénoncourt (1388-1416)
- Raimondo (1416)
- Jacques I de Laval (1419).
- Teodobaldo II (1420-1422)
- Baldovino di Fléville (1422-1445)
- Jacques II Wisse de Gerbéviller (1445-1466)
- Giovanni V Jouffroy (1467-1473) (primo abate commendatario di Gorze, cardinale)
- Giuliano della Rovere (1473-1486) (divenuto cardinale e poi papa con il nome di Giulio II)
- Vary de Dommartin (1487-1508)
- Giovanni VI di Lorena (1508-1550) (cardinale)
- Nicola III di Lorena (1543-1548)
- Carlo di Guisa (1550-1574)
- 1572, secolarizzazione dell'abbazia da parte di papa Gregorio XIII
- Carlo II di Lorena  (1574-1603)
- Carlo di Remoncourt  (1603[4]-1648)
- Carlo V di Lorena  (1648-1661)
- Franz Egon von Fürstenberg   (1661-1668)
- Wilhelm Egon von Fürstenberg   (1668-1688) (cardinale)
- Filippo Eberardo di Loewenstein  (1688-1720) (cardinale)
- Armand-Jules de Rohan-Guémené  (1722-1762) (cardinale)
- Bernardino Giraud   (1771-1781)  (cardinale)
- Giuseppe Maria Doria Pamphilj (1783-1801) (cardinale)

## Fonti
- (FR)  L'abbé F. Chaussier, L'abbaye de Gorze, histoire messine, Librairie de l'évêché, N. Houpert, successeur de E. Ballet, Metz, 1894
- (FR)  Jean Schneider, « Gorze » dans Dictionnaire d'Histoire et de Géographie Écclésiastique, vol. XXI. (Gisa - Grégoire), Paris, Librairie Letouzey et Ané, 1986., col. 811-7. ISBN 2-7063-0157-0
- (FR)  Anne Wagner, Gorze au XIème siècle, Brepols, 1996.